# Wadenoijen
Wadenoijen is een dorp in de gemeente Tiel in de provincie Gelderland. Het dorp ligt aan de rivier de Linge ten westen van Tiel en ten oosten van Geldermalsen.

## Etymologie
De naam van het dorp is afgeleid van de oud-Nederlandse woorden wada en oye, die respectievelijk doorwaadbare plaats en weideland betekenen. In oude geschriften werd de naam geschreven als Wadake en Wadehem en andere vergelijkbare vormen, zoals Vadae, Vadense, Vadensis.

### Vadam
Als het Bataafse Vadam een oude spelling van het dorp is, dateert de oudste vermelding van Wadenoijen al uit het jaar 107. Ook andere plaatsen worden echter genoemd als mogelijke kandidaten, zoals Herwaarden (volgens Vincent Hunink in zijn vertaling van Tacitus) en, sinds de vondst van resten van een grote Bataafse tempel, de omgeving van Maren-Kessel.

## Geschiedenis
De hervormde kerk is gebouwd rond 1100 en bestaat uit een romaanse toren en schip en een gotisch koor. Het schip met de karakteristieke boognissen is van tufsteen.
In de middeleeuwen was Wadenoijen een lage heerlijkheid. In de 15e eeuw werd Huis te Wadenoijen gebouwd, dat in 1810 in neoclassicistische stijl werd herbouwd maar in 1880 volledig werd afgebroken.
Van 1882 tot 1950 had Wadenoijen een station aan de spoorlijn Elst - Dordrecht. Sinds april 2007 is Wadenoijen wederom per trein te bereiken via het nabijgelegen station Tiel Passewaaij.
Nabij het dorp stond een poldermolen, die vroeger de dorpspolder bemaalde. Sinds 2010 staat de molen in het buitengebied  tussen Est en Ophemert.
Wadenoijen maakte van 1 januari 1812 tot 1 januari 1818 deel uit van de gemeente Zoelen en was daarna tot 1 juli 1956 een zelfstandige gemeente, die ook het dorp Drumpt en de buurtschap Passewaaij omvatte. Bij de gemeentelijke herindeling van 1956 werd de gemeente Wadenoijen deels bij Zoelen en deels bij Tiel gevoegd. Bij de gemeentelijke herindeling van 1 januari 1978 werd het andere deel van Wadenoijen ook bij Tiel gevoegd.

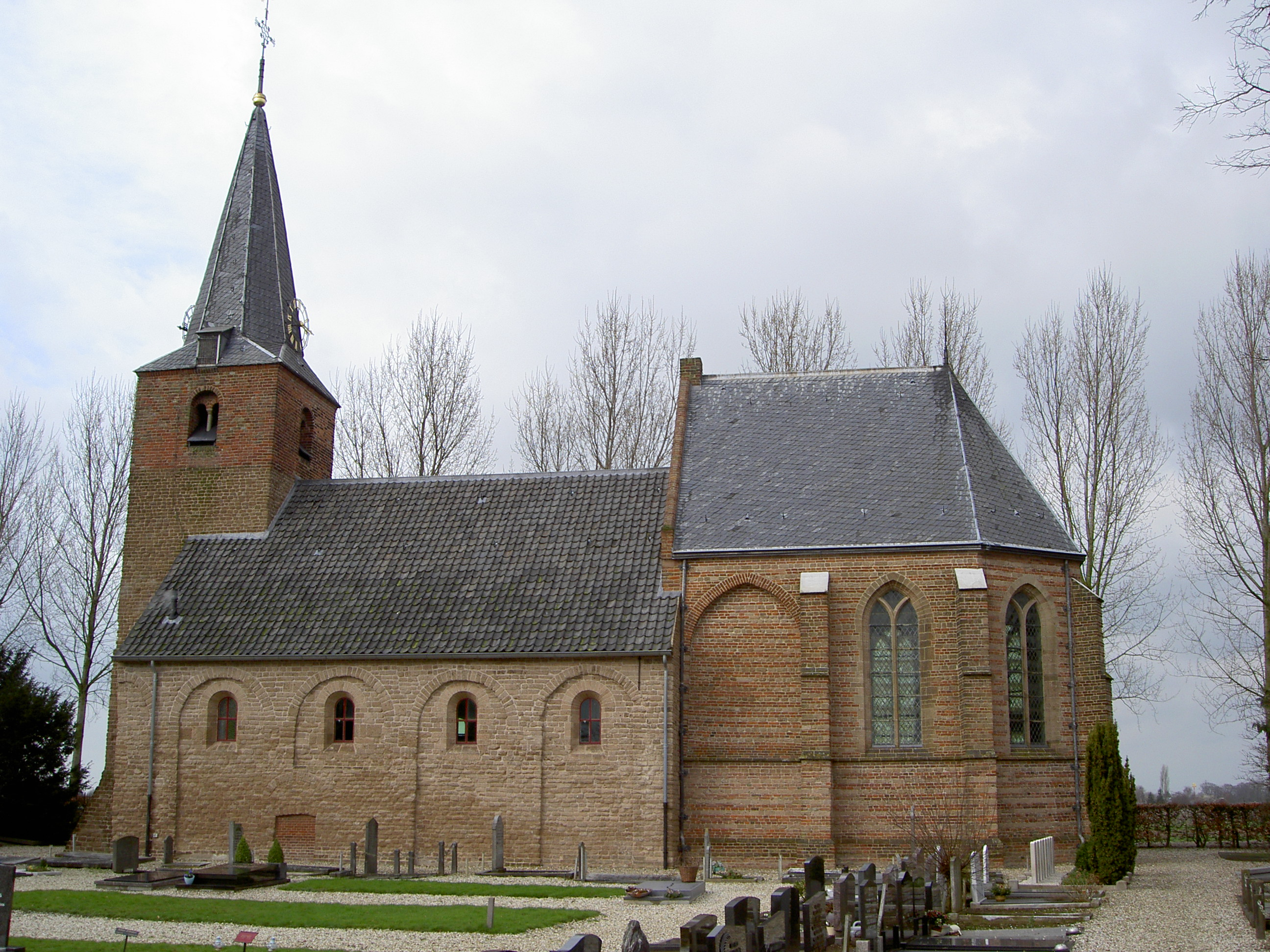
De hervormde kerk

## Bekende (voormalige) inwoners
- Ria Beckers, politica en bestuurder en tevens eerste vrouwelijke fractievoorzitter in het Nederlandse parlement (Driebergen, 2 november 1938 - Wadenoijen, 22 maart 2006)
- Jhr. A.W. van Borssele van Wadenoijen, lid notabelenvergadering en kamerheer-honorair van Koning Willem I en II. (Den Haag, 25 maart 1784 - Barneveld, 30 januari 1857)[5]
- Walter Schönau, germanist en hoogleraar (Wadenoijen, 7 augustus 1936 - Groningen, 30 juli 2025)
- Bobbie Traksel, Nederlands wielrenner (Tiel, 3 november 1981)
- Ernst Veen, kamerheer van de Koningin en voormalig directeur van de Hermitage te Amsterdam (Wadenoijen, 15 december 1946)

## Sport
De plaatselijke voetbalvereniging is VV Wadenoyen.

## Onderwijs
Wadenoijen heeft één openbare basisschool: Daltonschool Waayer.